# Cassine
Cassine (Casséini in piemontese) è un comune italiano di 2 798 abitanti della provincia di Alessandria in Piemonte, posto sulle colline alla sinistra del basso corso della Bormida.

## Storia
Citato come territorio dell'episcopato di Acqui in documenti del X secolo, fu donato nel 1164 al marchese di Monferrato dall'imperatore Federico I.
Conteso dal comune di Alessandria, fu da questo conquistato e distrutto nel 1231 e soggetto a un tributo annuo agli alessandrini.
Occupato da Facino Cane nel 1404, divenne borgo fortificato e dovette subire l'assedio del marchese del Monferrato (1451), l'occupazione di Carlo V (1556) e dei francesi (1644).
Nel 1707 fu annesso ai domini sabaudi, di cui seguì le sorti.
Cassine ha dato i natali a uno dei più grandi cantautori della musica italiana: Luigi Tenco, nato nel 1938.

### Simboli
Lo stemma del comune di Cassine è stato concesso con regio decreto del 12 febbraio 1930.
Il gonfalone, concesso con regio decreto del 22 febbraio 1934, è un drappo di azzurro.

## Monumenti e luoghi d'interesse

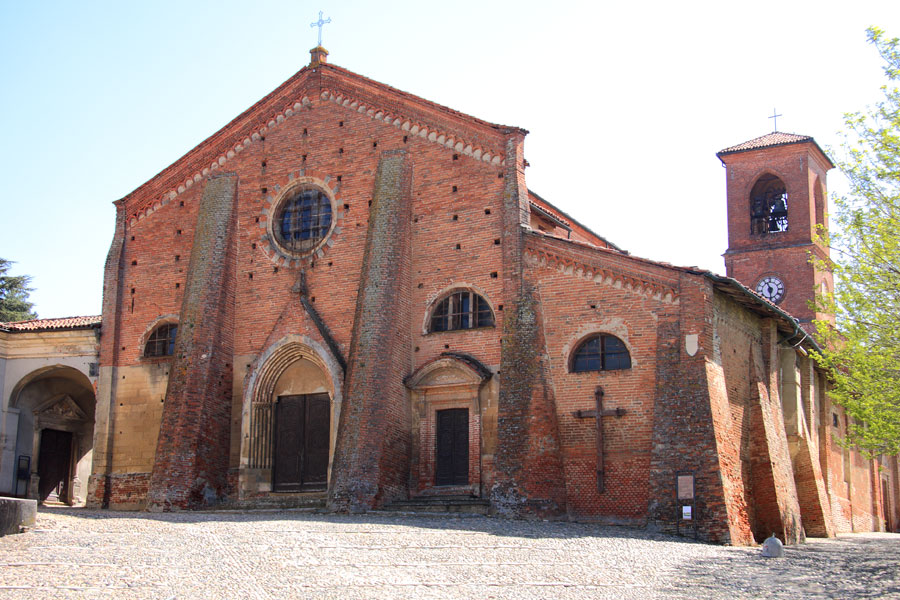
La chiesa di San Francesco

La chiesa di San Francesco, del XIII-XIV secolo in stile gotico lombardo, ha una facciata in cotto decorata con archetti pensili e un portone strombato; si presenta con due contrafforti aggiunti nel 1644. All'interno sono presenti affreschi realizzati a partire dal XIV fino al XVI secolo. Importante crocifisso ligneo della fine del XV secolo. Nell'ex convento Sala Capitolare con affreschi del XIV secolo. Rappresenta una delle più importanti chiese medievali del Piemonte.
Palazzo Zoppi, del XIV secolo, nacque come casaforte, in seguito trasformata in palazzo residenziale dalla famiglia che possedeva il feudo del paese. Conserva all'interno affreschi quattrocenteschi tra i quali "Il Gioco della Palma", scene di caccia e di uccellagione, mentre nel cortile d'onore sono conservati reperti archeologici provenienti da Acqui Terme e Libarna. Nel palazzo è presente la cappella gentilizia al cui interno è conservato un affresco quattrocentesco di scuola lombarda.
Casa Arcasio è un complesso architettonico situato vicino al palazzo comunale, di vaste proporzioni e risalente al Medioevo. Si rileva all'interno un cortiletto con portico e loggia tardorinascimentale e un portale cinquecentesco. Nel corso del XIX secolo fu inserita una torre a base quadrata utilizzata come osservatorio meteorologico.
Vi sono poi altri palazzi nobiliari minori quali casa Pietrasanta, casa Buzzi-Pietrasanta, casa Delfante, casa Cuttica Mazzoleni, casa Siria, casa Porri, casa Pero, casa Guerrina, casa Gambarotta, casa Pellazza, casa Trotti, casa Torri, casa Scazzola, palazzo Pellizzari, casa Abborati,
Il convento dei frati cappuccini, situato dove un tempo sorgeva il castello distrutto dai francesi nel 1644, risale al XVII secolo. Dell'ampio complesso, fa parte la chiesa che conserva il dipinto a olio raffigurante la miracolosa immagine della Vergine della chiesa dei Cappuccini di Recanati. Oggi è di proprietà privata di un'azienda vinicola.
La chiesa parrocchiale di Santa Caterina (XVIII secolo) costruzione barocca a una navata. La chiesa presenta il parametro murario in cotto a vista, con stilatura alla cappuccina insieme alla sua sussidiaria chiesa di Santa Maria di Fontaniale anch'essa barocca e sita nella frazione Gavonata.
I monumenti storici di Cassine (in particolare la chiesa di S. Francesco) furono, per il pittore alessandrino Franco Sassi (1912 - 1993), motivo di grande interesse e suggestione. Dedicò a essi acquerelli, bianco/neri della cosiddetta serie dei "paesaggi medievali" e oli su tela. Nei "paesaggi medievali" la chiesa gotico lombarda diventa elemento fantastico di visioni surreali.

### Museo di San Francesco
Il Museo ospita gli arredi della chiesa di San Francesco, in particolare il triregno di San Pio V, vari reliquiari lignei, due crocifissi lignei policromi e una statua in legno policromo di S. Antonio Abate. Nell'armadio in sacrestia sono esposti quattro maestosi reliquiari del Settecento. Nella terza sala sono custoditi una scultura lignea seicentesca dell'Ecce Homo, quattordici tele di una Via Crucis e una sequenza di tele degli Apostoli.

## Società

### Evoluzione demografica
Abitanti censiti

## Cultura

### Manifestazioni
Ogni anno il terzo fine settimana di giugno si svolge la "Scorribanda cassinese", festival di bande musicali e gruppi folkloristici; la manifestazione è organizzata dal Corpo Bandistico Cassinese "Francesco Solia".
Altri appuntamenti della banda cittadina sono il concerto per i festeggiamenti patronali di S. Giacomo, denominato "Musica sotto le stelle", ogni anno il quarto lunedì di luglio, e il concerto di Natale, la domenica antecedente la vigilia.
Nel mese di settembre si svolge a Cassine un'importante manifestazione in costume, la "Festa medioevale".
La terza domenica di ottobre si svolge una manifestazione dedicata a Sant'Urbano del quale, nella Chiesa del complesso conventuale di S. Francesco, sono esposte le spoglie mortali, con la consegna dell'"Urbanino d'oro" e distribuzione di caldarroste, a cura della "Ra Famija Cassinèisa".
A cura dell'Istituto Civico per la ricostruzione storica delle arti e dei costumi di Cassine vengono organizzati, nell'ultimo fine settimana di giugno e nel secondo di ottobre, due incontri annuali di studio sulla danza curtense nei secoli XV-XVII.

## Infrastrutture e trasporti

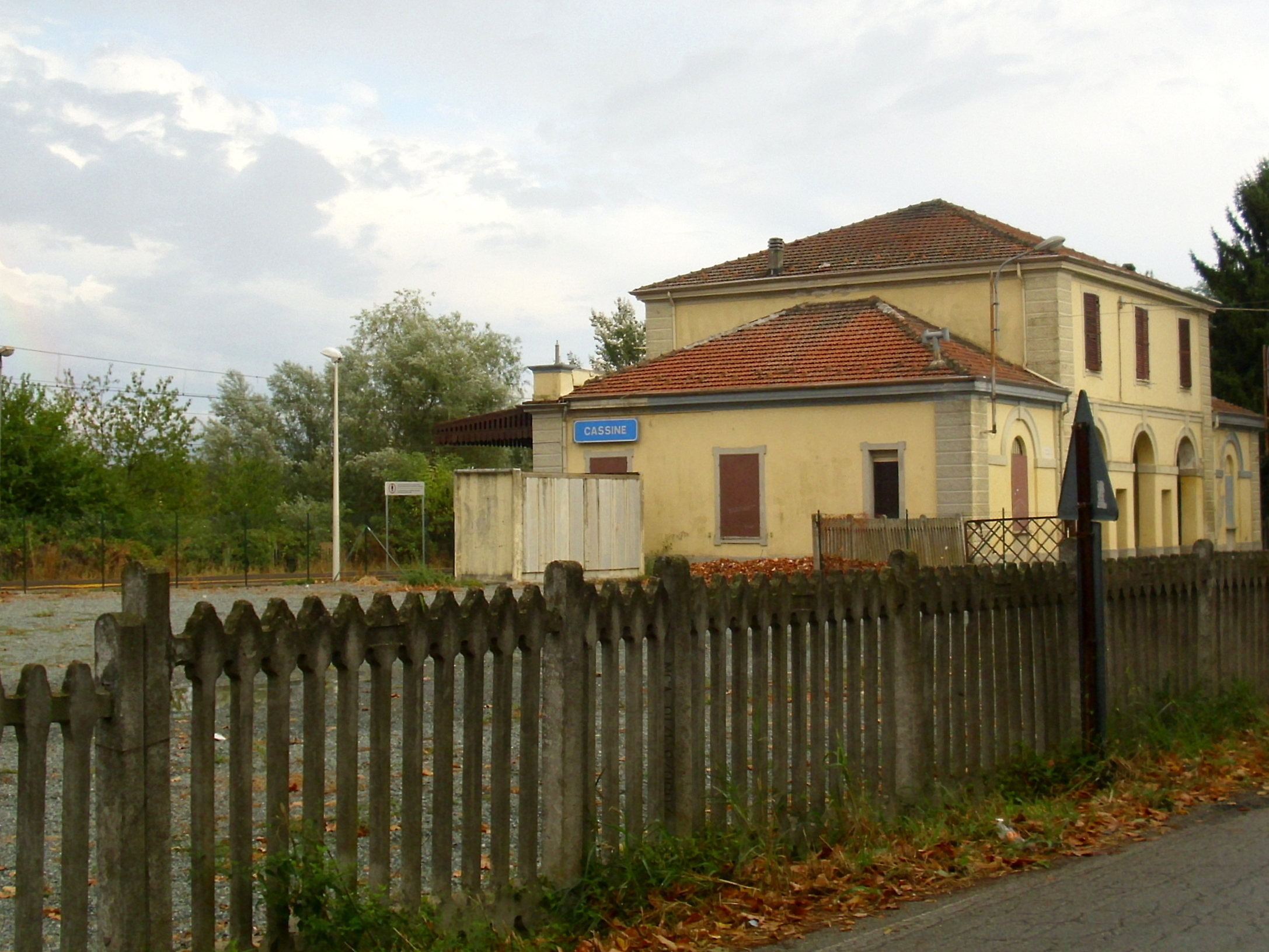
La stazione ferroviaria di Cassine

A Cassine vi è una stazione ferroviaria, posta sulla linea Alessandria-San Giuseppe di Cairo.
Nei primi del 1900 è stata costruita la stazione di Caranzano-Sant'Andrea, entrambe frazioni del comune di Cassine. Attualmente la fermata è dismessa.

## Amministrazione
Di seguito è presentata una tabella relativa alle amministrazioni che si sono succedute in questo comune.
| Periodo           | Periodo           | Primo cittadino          | Partito                           | Carica      | Note  |
| ----------------- | ----------------- | ------------------------ | --------------------------------- | ----------- | ----- |
| 10 giugno 1985    | 7 giugno 1990     | Mario Pisani             | Partito Comunista Italiano        | Sindaco     | [ 7 ] |
| 7 giugno 1990     | 24 aprile 1995    | Claudio Fittipaldi       | Partito Socialista Italiano       | Sindaco     | [ 7 ] |
| 24 aprile 1995    | 5 aprile 1996     | Domenico Denicolai       | centro                            | Sindaco     | [ 7 ] |
| 18 novembre 1996  | 25 novembre 1999  | Giovanni Predazzi        | centro-sinistra                   | Sindaco     | [ 7 ] |
| 25 novembre 1999  | 17 aprile 2000    | Ferdinando Buffoni       |                                   | Comm. pref. | [ 7 ] |
| 28 aprile 2000    | 5 aprile 2005     | Roberto Gotta            | lista civica                      | Sindaco     | [ 7 ] |
| 5 aprile 2005     | 30 marzo 2010     | Roberto Gotta            | lista civica                      | Sindaco     | [ 7 ] |
| 30 marzo 2010     | 31 maggio 2015    | Gianfranco Lorenzo Baldi | lista civica: progetto Cassine    | Sindaco     | [ 7 ] |
| 31 maggio 2015    | 22 settembre 2020 | Gianfranco Lorenzo Baldi | lista civica: progetto Cassine    | Sindaco     | [ 7 ] |
| 22 settembre 2020 | in carica         | Carlo Felice Maccario    | lista: Impegno per il Bene Comune | Sindaco     | [ 7 ] |

## Sport
La squadra di calcio, l'Unione Sportiva Cassine (U.S. Cassine) è stata fondata nel 1936, i suoi colori sociali sono il grigio e il blu, raggiunse il momento di massimo splendore giocando il Campionato di Eccellenza nella stagione sportiva 1969/70.